# USS Breese (DD-122)
USS Breese (DD–122) là một tàu khu trục thuộc lớp Wickes của Hải quân Hoa Kỳ trong giai đoạn Chiến tranh Thế giới thứ nhất, sau cải biến thành một tàu rải mìn hạng nhẹ với ký hiệu lườn DM-18 và tiếp tục phục vụ trong Chiến tranh Thế giới thứ hai. Nó là chiếc tàu chiến duy nhất của Hải quân Hoa Kỳ được đặt tên theo Đại tá Hải quân Kidder Breese (1831-1881), một sĩ quan hải quân trong cuộc Chiến tranh Mexico-Hoa Kỳ và sau đó trong cuộc Nội chiến Hoa Kỳ.
Được đưa vào hoạt động như một tàu khu trục vào năm 1919, nó thực hiện một số cuộc tuần tra và huấn luyện dọc theo vùng bờ Đông Hoa Kỳ cho đến khi được cho xuất biên chế vào năm 1922. Được đại tu vào năm 1931, nó quay trở lại phục vụ cùng Hạm đội Thái Bình Dương trong vai trò tuần tra và huấn luyện trong mười năm tiếp theo. Breese đã có mặt tại chỗ khi diễn ra cuộc Tấn công Trân Châu Cảng, và sau đó đã tham gia nhiều hoạt động, chủ yếu là rải mìn và quét mìn, cho đến hết chiến tranh tại Thái Bình Dương. Nó ngừng hoạt động khi chiến tranh kết thúc và bị bán để tháo dỡ vào năm 1946.

## Thiết kế và chế tạo
Breese nằm trong số 111 tàu khu trục lớp Wickes được Hải quân Hoa Kỳ chế tạo từ năm 1917 đến năm 1919. Nó cùng với mười chiếc tàu chị em được chế tạo tại xưởng tàu của hãng Newport News Shipbuilding ở Newport News, Virginia, sử dụng những đặc tính và bản vẽ chi tiết do hãng Bath Iron Works thiết kế.
Nó có trọng lượng choán nước tiêu chuẩn 1.213 tấn (1.194 tấn Anh; 1.337 tấn Mỹ), chiều dài chung 314 foot 5 inch (95,83 m), mạn thuyền rộng 31 foot 8 inch (9,65 m) và mớn nước sâu 9 foot 4 inch (2,84 m). Con tàu được vận hành bởi hai turbine hơi nước Parsons và bốn nồi hơi Normand. Khi chạy thử máy, chiếc tàu chị em cùng lớp Harding đạt được tốc độ tối đa 33,2 kn (61,5 km/h). Nó được trang bị bốn khẩu pháo 4 in (100 mm)/50 caliber, hai khẩu 3 in (76 mm)/23 caliber và mười hai ống phóng ngư lôi ngư lôi 21 in (530 mm). Thành phần thủy thủ đoàn bao gồm 122 sĩ quan và thủy thủ.
Chi tiết về tính năng thể hiện của Breese không được biết rõ, nhưng nó nằm trong nhóm tàu khu trục lớp Wickes được gọi không chính thức là "Kiểu Liberty" để phân biệt với nhóm được chế tạo dựa trên bản vẽ chi tiết do hãng Bethlehem thiết kế, vốn sử dụng turbine hơi nước Curtis và nồi hơi Yarrow. Những chiếc nhóm bị xuống cấp nhanh chóng trong phục vụ, và cho đến năm 1929 tất cả 60 chiếc trong nhóm này được Hải quân cho nghỉ hưu. Đặc tính thể hiện thực sự của các con tàu này thấp hơn nhiều so với tính năng được kỳ vọng, đặc biệt là khía cạnh hiệu suất nhiên liệu, khi hầu hết chỉ đi được 2.300 nmi (4.300 km) ở tốc độ 15 kn (28 km/h) thay vì 3.100 nmi (5.700 km) ở 20 kn (37 km/h) theo thiết kế tiêu chuẩn. Lớp cũng gặp vấn đề khi bẻ lái và trọng lượng. Tuy nhiên, những chiếc như Breese thể hiện tính năng hoạt động tốt hơn. 
Breese được đặt lườn vào ngày 10 tháng 11 năm 1917. Nó được hạ thủy vào ngày 11 tháng 5 năm 1918, được đỡ đầu bởi bà Gilbert McIlvaine, con gái Đại tá Breese, và được đưa ra hoạt động vào ngày 23 tháng 10 năm 1918 dưới quyền chỉ huy của Hạm trưởng, Trung úy Hải quân B. Smith.

## Lịch sử hoạt động

### Thế Chiến I và những năm tiếp theo
Khi nhập biên chế, Breese được phân về Hạm đội Đại Tây Dương, và đã trải qua nhiều ngày hộ tống các đoàn tàu vận tải trong giai đoạn cuối cùng của Chiến tranh Thế giới thứ nhất. Khi cuộc xung đột kết thúc vào ngày 11 tháng 11, nó quay trở về Norfolk, Virginia, nơi nó được phân về Đội khu trục 12 và hoạt động ngoài khơi bờ biển Cuba trong các cuộc thực tập huấn luyện vào mùa Xuân năm 1919. Đến tháng 7 năm 1919, Đội khu trục 12 được điều động sang Hạm đội Thái Bình Dương, đặt căn cứ tại San Diego, California. Trong năm tiếp theo, nó phục vụ cùng Hải đội Khu trục 4; và từ tháng 6 năm 1920, bắt đầu hoạt động cùng Hải đội Dự bị Luân phiên. Từ tháng 10 năm 1920 đến tháng 6 năm 1922, nó tham gia các cuộc cơ động hải đội và hạm đội cùng lực lượng chiến trận chính của Hạm đội Đại Tây Dương. Breese được cho xuất biên chế vào ngày 17 tháng 6 năm 1922.
Vào ngày 5 tháng 1 năm 1931, Breese được xếp lại lớp như một tàu rải mìn hạng nhẹ với ký hiệu lườn mới DM-18. Sau một đợt đại tu và cải biến tại Xưởng hải quân Mare Island, nó nhập biên chế trở lại vào ngày 1 tháng 6 năm 1931, rồi đi đến San Diego để chạy thử máy và cân chỉnh hiệu chuẩn cho vai trò mới. Sau đó nó khởi hành đi Trân Châu Cảng, gia nhập Đội rải mìn 1 trực thuộc Hạm đội Thái Bình Dương, và hoạt động ngoài khơi vùng biển Hawaii. Nó thực hiện nhiều cuộc thực tập huấn luyện, kể cả với các đội tàu ngầm khi nó phục vụ như là tàu mục tiêu cho thực tập, cũng như vai trò tàu cột mốc cho máy bay. Nó quay trở lại San Diego vào tháng 6 năm 1937, và lại được cho xuất biên chế để đưa về lực lượng dự bị vào ngày 12 tháng 11 năm 1937. Vào ngày 25 tháng 9 năm 1939, Breese lại được cho nhập biên chế trở lại và được phân về Đội rải mìn 5, Hạm đội Thái Bình Dương. Đến ngày 2 tháng 11 năm 1939, nó đi đến Xưởng hải quân Puget Sound và bắt đầu thực hiện các cuộc Tuần tra Trung lập ngoài khơi bờ biển Oregon và Washington. Trong suốt năm 1940, nó di chuyển đến nhiều căn cứ dọc theo bờ biển Alaska; và sau khi quay về, nó gia nhập trở lại Đội rải mìn 5 tại San Francisco rồi đi đến khu vực Hawaii, đến nơi vào ngày 10 tháng 12 năm 1940. Được điều về Đội rải mìn 2 thuộc Hạm đội Thái Bình Dương, nó tham gia thực tập huấn luyện tại khu vực hoạt động và tại Maui trong phần lớn thời gian của năm 1941.

### Thế Chiến II
Vào ngày 7 tháng 12 năm 1941, Breese đang neo đậu tại Middle Loch, phía Tây Bắc đảo Ford, neo vào phao D-3 cùng với ba tàu rải mìn chị em khác vốn cũng được cải biến từ lớp tàu khu trục Wickes: Ramsay, Montgomery và Gamble. Khi cuộc tấn công bất ngờ nổ ra, thủy thủ của nó bị thu hút bởi cuộc tấn công lên đảo Ford và được báo động bởi sự xuất hiện của một tốp máy bay ném bom-ngư lôi Nakajima B5N. Breese nhanh chóng nạp đạn các khẩu súng máy phòng không và bắt đầu khai hỏa lúc 07 giờ 57 phút. Nó cùng nhiều tàu khác tại khu vực nhanh chóng dựng lên màn hỏa lực phòng không kéo dài suốt buổi sáng, được ghi nhận đã bắn trúng nhiều máy bay và làm hư hại ít nhất một tàu ngầm bỏ túi đối phương. Breese không bị hư hại trong cuộc tấn công này. Sau đó, nó tiếp tục neo lại trong cảng cho đến khi khởi hành vào ngày 26 tháng 12, vận chuyển thư tín và mệnh lệnh cho các con tàu khác. Nó gặp gỡ tàu khu trục Southard ở lối ra vào cảng để bàn giao lại nhiệm vụ, rồi tiếp tục tuần tra về phía Đông.
Vào ngày 6 tháng 5 năm 1942, Breese cứu giúp 84 người sống sót từ chiếc tàu sân bay Yorktown vốn bị đánh chìm sau Trận Midway. Trong mùa Hè năm 1942, nó hoạt động tại khu vực Nam Thái Bình Dương; nó cùng các tàu rải mìn Gamble và Tracy đã rải mìn tại eo biển Segond thuộc Espiritu Santo vào ngày 3 tháng 8 năm 1942. Đi vào eo biển trong nhiệm vụ tuần tra hộ tống mà không được lưu ý về bãi mìn, tàu khu trục Tucker trúng phải một quả mìn và bị chìm. Đang neo đậu trong eo biển, Breese đã đến để trợ giúp. Vào ngày 30 tháng 9 năm 1942, trong một cuộc thực tập ban đêm ngoài khơi Espiritu Santo, nó bị hư hại nhẹ do va chạm với tàu tuần dương hạng nặng San Francisco. Nó tiến hành các hoạt động quét mìn trong quá trình củng cố quần đảo Solomon từ ngày 1 đến ngày 13 tháng 5 năm 1943, khi nó được phân về Đội đặc nhiệm 36.5 cùng với Gamble, Preble và Radford. Chúng đã rải mìn trong eo biển Blackett để bảo vệ lối tiếp cận phía Tây của vịnh Kula.
Breese đã hỗ trợ cho các nỗ lực của Đồng Minh chung quanh New Georgia-Rendova Vangunu từ ngày 29 tháng 6 đến ngày 25 tháng 8. Được phân về Đơn vị đặc nhiệm 36.2.2, nó đã cùng Preble và Gamble rải mìn ngoài khơi cảng Shortland, Bougainville. Sau đó nó hỗ trợ cho chiến dịch chiếm đóng và phòng thủ mũi Torokina, thực hiện nhiệm vụ quét mìn tại đây từ ngày 1 đến ngày 8 tháng 11. Breese sau đó hỗ trợ cho cuộc đổ bộ lên đảo Leyte từ ngày 12 đến ngày 24 tháng 10 năm 1944; và nằm trong thành phần hỗ trợ cho cuộc đổ bộ lên vịnh Lingayen từ ngày 4 đến ngày 18 tháng 1 năm 1945. Nó tham gia Trận Iwo Jima từ ngày 7 tháng 2 đến ngày 7 tháng 3, rồi làm nhiệm vụ quét mìn hỗ trợ cho trận Okinawa từ ngày 25 tháng 3 đến ngày 30 tháng 6. Trong giai đoạn cuối cùng của chiến tranh, nó hỗ trợ cho lực lượng của Đệ Tam hạm đội trong các hoạt động gần chính quốc Nhật Bản từ ngày 5 đến ngày 31 tháng 7; và sau khi cuộc xung đột kết thúc, trong tháng 8 và tháng 9 năm 1945, Breese làm nhiệm vụ quét mìn biển Hoa Đông và khu vực Kyūshū-Triều Tiên.
Vào ngày 7 tháng 11 năm 1945, Breese lên đường quay trở về vùng bờ Tây, đến nơi vào ngày 26 tháng 11. Nó băng qua kênh đào Panama và đến thành phố New York vào ngày 13 tháng 12. Nó được cho ngừng hoạt động vào ngày 15 tháng 1 năm 1946 và bị bán để tháo dỡ vào ngày 16 tháng 5 năm 1946.

## Phần thưởng
Breese được tặng thưởng mười Ngôi sao Chiến trận do thành tích phục vụ trong Thế Chiến II.